# Nicole Krauss
Nicole Krauss (Manhattan, 18 de agosto de 1974) é uma escritora estadounidense, autora dos romances Man Walks Into a Room (2002), A História do Amor (2005) e Great House (2010).
Seus livros foram traduzidos para 35 idiomas.
Em 2010, ela foi selecionada pelo The New Yorker entre os 20 escritores abaixo dos 40 anos para se acompanhar.

## Início
Nicole Krauss nasceu em Nova Iorque, filha de mãe britânica e pai americano, ambos judeus. Os avós maternos de Krauss nasceram na Alemanha e na Ucrânia e seus avós paternos nasceram na Hungria e Slonim, Bielorrússia, reunindo-se em Israel. Muitos desses lugares são cenários do livro A História do Amor, que Krauss dedicou aos avós.
Krauss começou a escrever quando adolescente, principalmente poesia, até que começou seu primeiro romance em 2001.

## Carreira
Em 2002, publicou seu aclamado  primeiro romance, Man Walks Into a Room. Reflexão sobre memórias e história pessoal, solidão e intimidade, o livro ganhou elogios de Susan Sontag e foi um dos finalistas no Los Angeles Times Book Award.
Seu segundo romance, A História do Amor, foi publicado pela primeira vez como um trecho em The New Yorker em 2004. Ele entrelaça as histórias de Leo Gursky, um homem de 80 anos, sobrevivente do Holocausto de Slonim, a jovem Alma, cantora que está lidando com a morte de seu pai, e a história de um manuscrito perdido também chamado A História do Amor. O livro foi um best-seller internacional e ganhou inúmeros prêmios.
Seu terceiro romance, Great House, foi nomeado um dos finalistas para o National Book Award for Fiction 2010, foi pré-selecionado para o Orange Prize de 2011 e também ganhou um prêmio da Book Awards Anisfield-lobo em 2011.

## Vida pessoal
Em junho de 2004 casou-se com o escritor Jonathan Safran Foer. Eles viveram em Brooklyn, Nova Iorque, e têm dois filhos. O casal se separou em 2014.

## Obras
Romances
- Man walks into a room (2002);
- A história do amor - no original The history of love: a novel (2005);
- Great House (2010);
- Forest Dark (2017).